# Autopista del Maresme
Die C-32 ist eine Autobahn in Katalonien, die in Spanien liegt.
Der Abschnitt von Barcelona nach Mataró (früherer Teil der A-19, jetzt als C-32 und C-31 nummeriert), war die erste spanische Autobahn (1969).

## Streckenverlauf
| Position | km      | Abschnitt                                                        | Anschluss an Bemerkungen |
| -------- | ------- | ---------------------------------------------------------------- | ------------------------ |
| 1        |         | Beginn der Autovía                                               |                          |
| 2        | 86      | Alella-El Masnou-Teyá                                            |                          |
| 2        |         | Rastplätze                                                       |                          |
| 3        | 92      | Vilassar de Dalt-Premià de Mar-Premià de Dalt-Cabrils            |                          |
| 4        |         | Mautstelle Vilassar                                              |                          |
| 5        | 94      | Vilassar de Mar-Cabrera de Mar                                   | Richtung Girona          |
| 6        | 95      | Mataró (süd)                                                     | Richtung Girona          |
| 7        | 97      | Vilassar de Mar-Cabrera de Mar-N-II-Barcelona                    | Richtung Girona          |
| 8        | 99      | C-60 Argentona/Granollers-E 15-AP-7 Girona                       | Richtung Girona          |
| 9        | 99      | Mataró (süd)-C-60 Argentona/Granollers-E 15-AP-7 Barcelona       | Richtung Barcelona       |
| 10       |         | Tunnel                                                           |                          |
| 11       | 100     | Mataró (west)-Krankenhaus Mataró                                 |                          |
| 12       | 102/103 | Mataró (nord)                                                    |                          |
| 13       | 104     | N-II Girona                                                      | N-II                     |
| 14       | 105     | Sant Vicenç de Montalt-Caldes d’Estrac                           | Richtung Girona          |
| 15       | 108     | Sant Vicenç de Montalt-Caldes d’Estrac-Sant Andreu de Llavaneres | Richtung Girona          |
| 16       | 109     | Arenys de Mar-Arenys de Munt                                     | Richtung Barcelona       |
| 17       |         | Mautstelle Arenys de Mar                                         |                          |
| 18       | 111     | Arenys de Mar-Arenys de Munt                                     |                          |
| 19       | 113     | Canet de Mar                                                     |                          |
| 20       |         | Tunnel                                                           |                          |
| 21       | 117     | Sant Pol de Mar-Sant Cebrià de Vallalta-Sant Iscle de Vallalta   |                          |
| 22       |         | Tunnel                                                           |                          |
| 23       | 122     | Calella-Pineda de Mar-Santa Susana                               | Richtung Girona          |
| 24       | 122     | Calella-Pineda de Mar (nord)                                     | Richtung Barcelona       |
| 25       | 124     | Pineda de Mar (süd)-Santa Susana                                 | Richtung Barcelona       |
| 26       |         | Tunnel                                                           |                          |
| 27       |         | Mautstelle Santa Susana                                          |                          |
| 28       |         | Tunnel                                                           |                          |
| 29       |         | Rastplatz                                                        |                          |
| 30       | 130     | N-2 Palafolls-Malgrat de Mar-Tordera-Girona                      | Richtung Girona          |
| 31       | 130     | N-II-Tordera-Malgrat de Mar                                      | Richtung Barcelona       |
| 32       | 130     | GI-600-Blanes-Lloret de Mar-Tossa de Mar                         | GI-600                   |

## Südlicher Abschnitt (El Vendrell-Sant Boi de Llobregat)
Der Südliche Teil der C-32, auch offiziell Autopista de Pau Casals genannt, wurde nach dem Cellisten Pau Casals benannt und hieß vor der Renummerierung A-16. Dieser Teil der Autopista, der parallel zur südlichen Mittelmeerküste Barcelonas läuft, ist teils gebührenpflichtig. Der südliche Teil beginnt am Autobahndreieck mit der Autopista AP-7 bei El Vendrell und endet an dem Autobahnkreuz mit der Autobahn B-20 und der Schnellstraße A-2 bei L’Hospitalet de Llobregat. Die Autobahn verbindet hier mehrere wichtige Städte, wie Vilanova i la Geltrú, Sitges und Castelldefels. Ebenso verläuft diese nah am Flughafen Barcelona vorbei.

## Mittlerer Abschnitt (Sant Boi de Llobregat-Montgat)
Hier verläuft die B-20 (Ronda de Dalt) anstelle der C-32; dieses Stück wurde noch nicht renummeriert, da es von der spanischen Regierung verwaltet wird. Die B-20 umgeht den nördlichen Teil Barcelonas auf einer Länge von 16 km.

## Nördlicher Abschnitt (Montgat-Blanes)
Der nördliche Teil der Autopista ist ebenso ein Teil der ehemaligen , auch bekannt als Autopista de Maresme. Dieser Abschnitt beginnt bei dem Autobahndreieck mit der C-31 und der B-20 bei Montgat und endet bei Blanes. Mehrere wichtige Städte, wie Vilassar de Mar, Mataró, Arenys de Mar und Calella werden miteinander verbunden. Eine Weiterführung nach Lloret de Mar ist bereits geplant; über eine Weiterführung nach Tossa de Mar wird diskutiert.